# صراخة قنارية
الصَّرَّاخَة القَنَارِيَّة هو نوع نباتات من جنس الصراخة، يكثر في جزر الكناري. يصل ارتفاع هذه النبتة 1,5 م، لها أزهار صفراء شاحبة وثمار برتقالية اللون.